# سعد الحسيني
سعد عصمت محمد الحسيني (مواليد 18 فبراير 1959 م -) محافظ كفر الشيخ سابقا وعضو مكتب إرشاد جماعة الإخوان المسلمين، مهندس مدني مصري وعضو مجلس الشعب (الدورة البرلمانية 2005 م - 2010 م) عن محافظة الغربية دائرة المحلة الكبري ونائب المتحدث الرسمي للكتلة البرلمانية للإخوان المسلمين، ويعمل مهندس استشاري، ورئيس مجلس إدارة مكتب المدائن الهندسي بالمحلة الكبرى، انتخب في يونيو 2008 عضواً بمكتب الإرشاد بجماعة الإخوان المسلمين، تعرض الحسيني للاعتقال عدة مرات حيث مثل أمام محكمة عسكرية في العام 1995 إلا أنها قضت ببراءته كما اعتقل في مايو من العام 2004 في قضية أكرم زهيري التي قام بها النظام المصري عقب تظاهرات شعبية نظمتها الجماعة بالمحافظات المصرية علي إثر اغتيال الشيخ أحمد ياسين والدكتور عبد العزيز الرنتيسي.

## التعليم
- بكالوريوس هندسة 1982 م، قسم مدني- جامعة المنصورة.
- ليسانس حقوق جامعة طنطا 2000 م
- دبلوم الدراسات العليا في الشريعة الإسلامية- جامعة طنطا 2004 م.
- تسجيل ماجستير القانون العام كلية الحقوق جامعة طنطا 2005 م.

## الخبرات السياسية
- عضو اتحاد طلاب مدرسة طلعت حرب الثانوية للأعوام الدراسية 1975، 1976، 1977 م.
- عضو اتحاد طلاب جامعة المنصورة 1978 م.
- مقرر اللجنة الثقافية باتحاد طلاب جامعة المنصورة للأعوام الدراسية 1978، 1979، 1980، 1981 م.
- مدير الحملة الانتخابية للنائب محفوظ حلمى في انتخابات مجلس الشعب عام 1987 م، والتي فاز فيها بمقعد العمال عن دائرة بندر المحلة.
- رئيس لجنة المتابعة بالمجلس الشعبي المحلي لمدينة المحلة الكبرى من عام 1992 حتى عام1996 م.
- عضو مؤسس لجمعية سيادة القانون بالغربية.
- سكرتير لجنة التنسيق بين النقابات والأحزاب والقوى الشعبية بالغربية منذ عام 2001 م وحتى الآن.
- أدار المؤتمر الذي عُقد بنادي المهندسين بالمحلة لمناصرة مسلمي البوسنة عام 1994 م.
- أدار المظاهرة التي تمت في ملعب طنطا الرياضي عام 2002 م لمناصرة الشعب الفلسطيني، وقد شارك فيها قرابة 20 ألف مصري.
- شارك في إدارة مؤتمر المطالبة بالإصلاح، والذي عُقد بطنطا وبثته قناة الجزيرة ربيع 2005 م وحضره قرابة 12 ألف مصري، وعلى إثره تم اعتقاله وباقي منظمي المؤتمر.
- عضو المكتب السياسي لجماعة الإخوان المسلمين في مصر
- عضو الجمعية التربوية الإسلامية بالغربية، وعضو جمعية أنصار السنة المحمدية والعديد من الجمعيات الأهلية.
- صدر قرار بتعيينه محافظا لكفر الشيخ في 4 سبتمبر 2012

## وصلات خارجية
- مدونته الشخصية
- صفحة المهندس سعد في موقع البرلمان المصري
- صفحته علي موقع الكتلة البرلمانية للإخوان المسلمين
- مضابط النائب، موقع مجلس الشعب المصري

| سبقه أحمد زكي عابدين | محافظ كفر الشيخ سعد الحسيني 2012 - 2013 | تبعه محمد عزت عجوة |